# Iosif Hussar
Iosif Hussar (cunoscut în franceză ca Jean Hussar, numele la naștere, probabil Hausthor sau Hauster,;n. 1867, Cahul – d. 16 aprilie 1933, București) a fost un ziarist și traducător român de origine evreiască originar din Basarabia, inginer ca formație.

## Familia și anii de tinerețe
Iosif Hussar s-a născut în familia unui medic evreu din Cahul, care s-a implicat în cercurile românești basarabene, ajungând să ocupe funcții publice ca cea de medic de plasă și apoi, de județ. Fratele mai mare al lui Iosif, a participat la Războiul de Independență al României și s-a numărat printre puținele sute de evrei români care au obținut în acea perioadă cetățenia României și a ajuns sa fie numit subprefect.
Hussar a învățat la Iași, a urmat studii de inginerie, dar a ales cariera de ziarist, scriind în limbile română și franceză. Înca în clasa a III-a de liceu a publicat în ziarul „Lumina”. Debutul de jurnalist  și l-a făcut în anul 1886 la ziarul „Românul” din București și la gazeta național-liberală „Națiunea”  al lui Dimitrie Brătianu.
Ulterior a lucrat în colectivele de redacție ale ziarelor „Dreptatea” (1888) al disidentului liberal N.Fleva, începand din 1889 a fost unul din redactorii ziarului „Adevărul”,unde a publicat o rubrică politică, de asemenea a colaborat la „Liberté roumaine” a lui Frédéric Damé și la gazeta lui Alexandru Beldiman „Cronica română”.
A semnat uneori cu pseudonimul „Fox” sau Un „democrat”.

## Activitatea jurnalistică și de traducător
În anul 1891 Hussar s-a alăturat grupului și gazetei evreiești „Asimilarea”, care promova cauza integrării populației evreiești în națiunea română.
În 1893 în vremea în care lucra încă la „Adevărul”. ziar antimonarhic și care susținea necesitatea de reforme în societatea românească, printr-un decret al guvernului Lascăr Catargiu  Hussar și cumnatul său, Carol Schulder, au fost expulzați din România, sub acuzația că au incitat demonstrații antiguvernamentale la Camera deputaților. 
În anii de exil în Germania Hussar a studiat la secția de mecanică și electrotehnică a Institutului Politehnic din München.
Primind permisiunea de a se întoarce după câțiva ani în România, a înființat un birou tehnic, de asemenea a fondat și condus ca director literar colecția „Biblioteca de popularizare pentru știință, litere, arte”  a casei de tipografie Samitca din Craiova. Pentru aceasta el a efectuat traduceri din literatura universală, multe din ele după ediții germane. Între altele, a tradus pentru tipografia și editura „Samitca” Suferințele tânărului Werther de Goethe (1896), de asemenea a tradus pentru aceasta și pentru alte edituri cărți de Maupassant(„Pe apă”), Alexandre Dumas fiul(„Ilka și alte povestiri”), Jules Lemaître („Studii și portrete literare”), Ouida(„Doamna marchiză și alte nuvele”),Jan Neruda („Schițe și tablouri”), Dostoievski („Un roman in nouă scrisori”) , Lev Tolstoi („Nuvele și povestiri populare”), Korolenko („Nuvele siberiene”) Georg Brandes („Oameni și scrieri”), Ibsen(„Liga tinerimii”)  , Jens Peter Jacobsen („Șase nuvele”), Björnson („Nuvele țărănești”), Bret Hart („Schițe din California”) , Aleksander Świętochowski (Din viața poporului),Jorgen Wilhelm Bergsoe („Pillone” din „Nuvele italiene”), H.S.Schmidt (Stilul în artă).
În 1901 Hussar a întemeiat gazeta economică „Bursa”. La finele anului 1918 el a fondat la București jurnalul în limba franceză  „L'Orient”, „jurnal politic, economic și literar, cu orientare democratică”.
A fost căsătorit cu o româncă creștină, cu care a avut doi fii:Alexandru și Jean.
Unul din ei, Jean Hussard,jurist de profesie, a condus în Franța serviciul de relații externe al Agenției economice și financiare „Agefi” și în anul 1950 a înființat la Zürich o gazetă economică cu acelaș nume.  

Iosif Hussar a murit în anul 1933 și, potrivit ultimei sale dorințe, a fost incinerat.